# Ашмарін Микола Іванович
Мико́ла Іва́нович Ашма́рін (чув. Ашмарин Николай Иванович) (нар. 4 жовтня 1870 Ядрін, Ядринський повіт, Казанська губернія, Російська імперія — 26 серпня 1933 Казань, Татарська АРСР, РСФСР, СРСР)— чуваський, російський, та радянський тюрколог, основоположник чуваського наукового мовознавства.
Член-кореспондент АН СРСР (з 1929).
Ашмарін підготував 17-томний словник чуваської мови — найкращий із словників тюркських мов у СРСР. Досліджував проблеми чуваської, частково татарської та азербайджанської філології.